# Case coloniche (Tenuta Castello)
Nella provincia di Pavia, al numero civico 2 di Via Roma, nella località Tenuta Castello nel comune di Torrevecchia Pia, è stato progettato un complesso di Case Coloniche dallo studio Asnago e Vender Architetti. L'edificio, di forma irregolare, è stato realizzato con l'obiettivo di fornire alloggio ai contadini impiegati nell'azienda agricola pavese. Il complesso sorge su un'area dove in passato si trovavano abitazioni rurali considerate insalubri a causa della mancanza di adeguate protezioni contro l'umidità del terreno paludoso.

Progetto originale, planimetria Case Coloniche

## Storia
L’edificazione è stata realizzata nel 1937 dagli architetti Mario Asnago (1896-1981) e Claudio Vender (1904-1986), con Ferdinando Zanoletti come committente. La collaborazione tra Zanoletti e gli architetti Asnago e Vender ha portato alla realizzazione di altri edifici negli anni '30 a Milano. 
Il complesso non è stato realizzato completamente, infatti dei 28 alloggi previsti nel progetto originale, ne sono stati realizzati solo 16. Attualmente, la parte ovest del progetto originale è costituita da residenze private separate dal complesso e senza collegamento con il cortile centrale. 
Sono stati effettuati interventi mirati di restauro e sono stati installati negozi commerciali accanto all’ingresso; tuttavia, la struttura si trova generalmente in uno stato di degrado e solo una parte delle abitazioni è occupata da residenti. 
Dell'originale progetto rimangono solo copie senza data nell’Archivio Edilizia Privata locale.

## Descrizione
Davanti all’ingresso c’è una rotonda attraversata da diversi pullman interurbani. Il complesso confina a nord con Via Roma e a ovest con Via Milano, mentre il resto è circondato da residenze private con un'altezza massima di 2 piani. L'impianto segue il modello delle tipiche cascine della bassa pianura, caratterizzate da rette perimetrali spezzate che si adattano all'andamento delle strade circostanti, circondando un cortile centrale dove si trovano strutture destinate ai rustici. La pianta generale ha una forma poligonale, con una cortina di alloggi che segue il perimetro nella zona nord-ovest e in modo separato nella parte est, quest'ultima incompleta nella parte meridionale. Nella parte sud-est, proveniente da Via Lazio e parallelo, si trova il passaggio carraio che collega ai rustici posteriori. L’edificio è realizzato in calcestruzzo armato e si sviluppa su due piani, con un tetto a due falde coperto da tegole in laterizio.

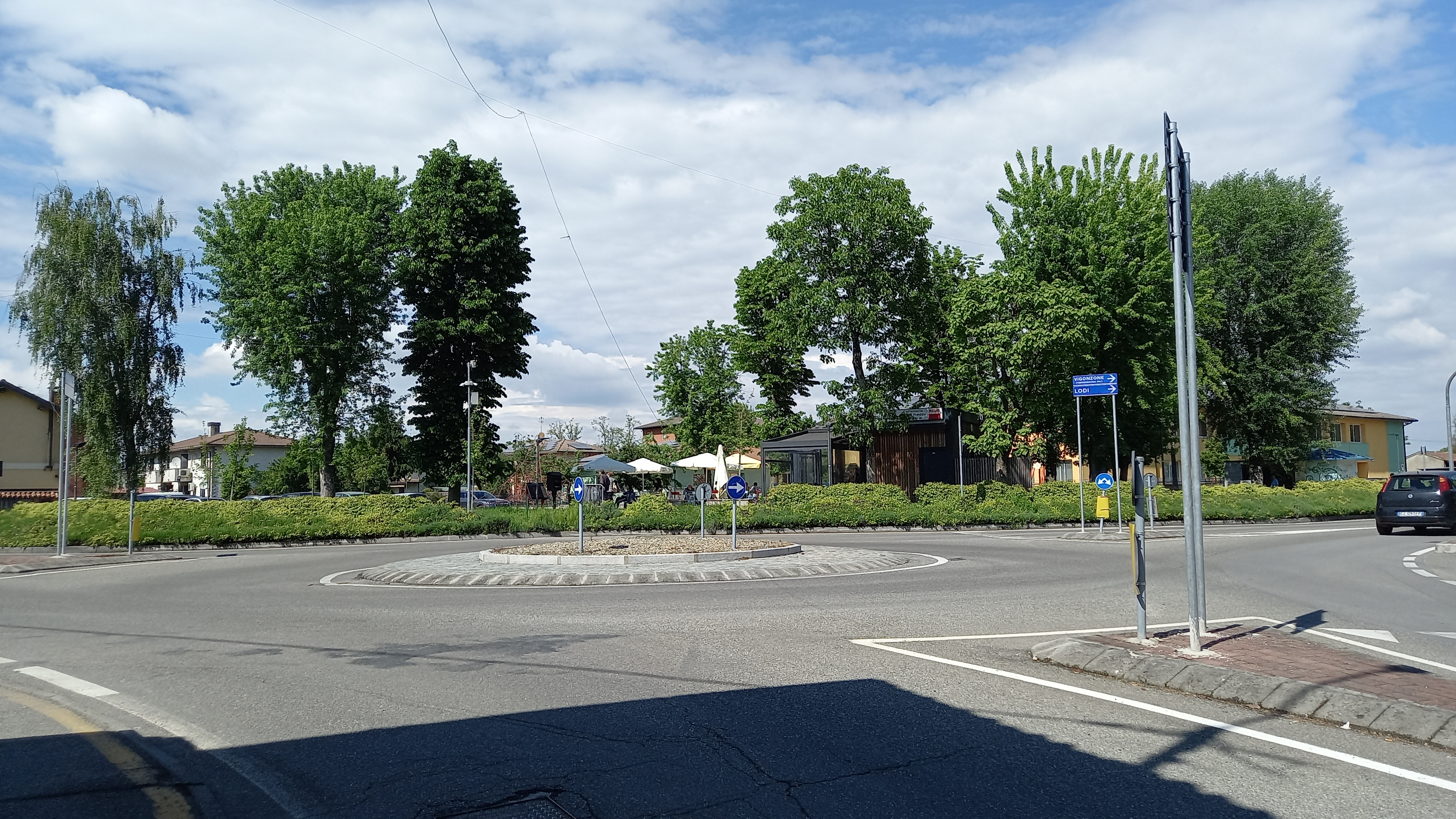
Rotonda davanti all'ingresso delle Case Coloniche
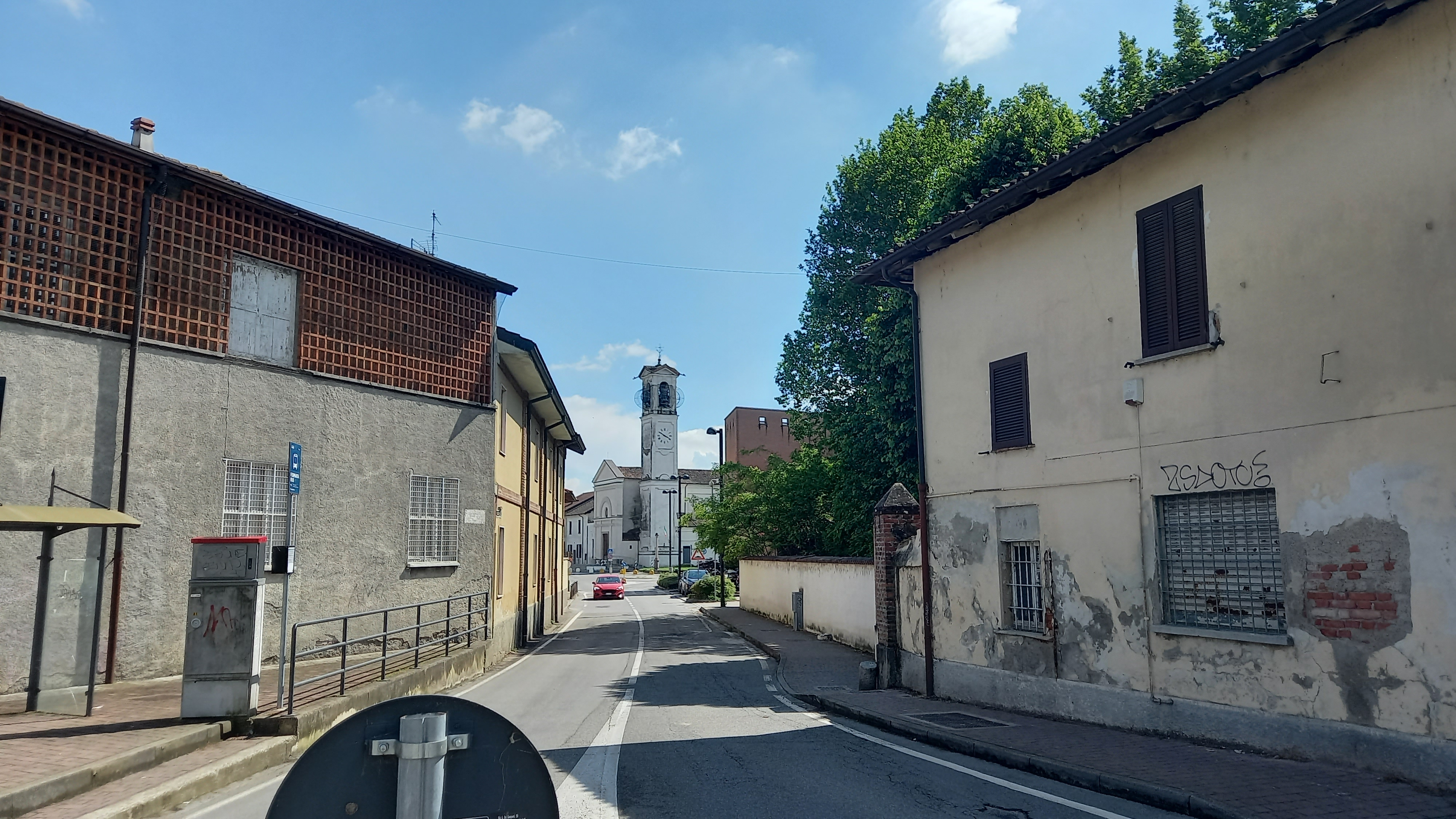
Via Milano, a fianco alla facciata ovest delle Case Coloniche
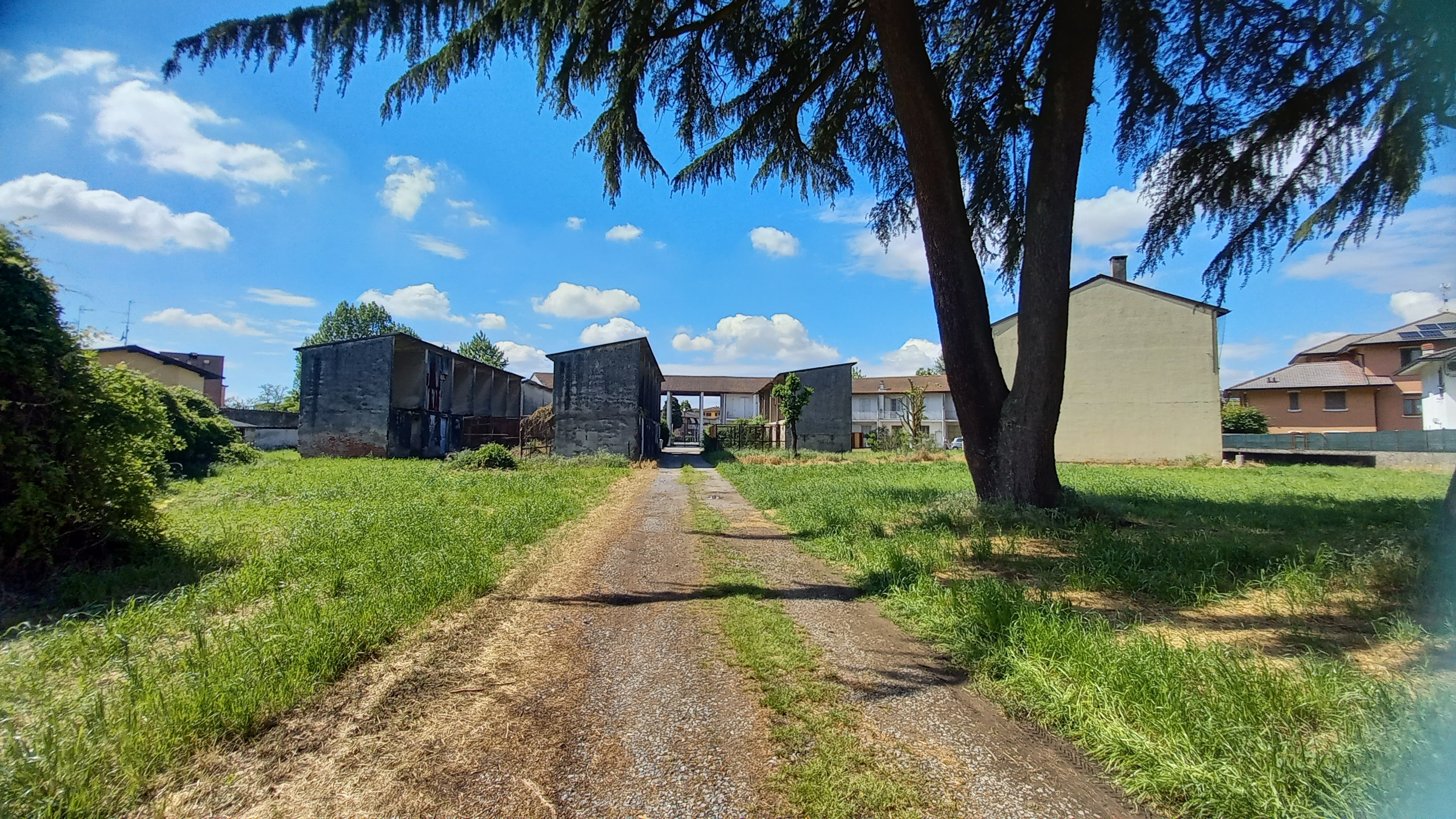
Passaggio carraio, posteriore delle Case Coloniche

Asnago e Vender cercano una sintesi tra modernità e tradizione, raggiungendo un equilibrio tra gli elementi di continuità con il paesaggio rurale e la matrice dell'architettura razionalista.

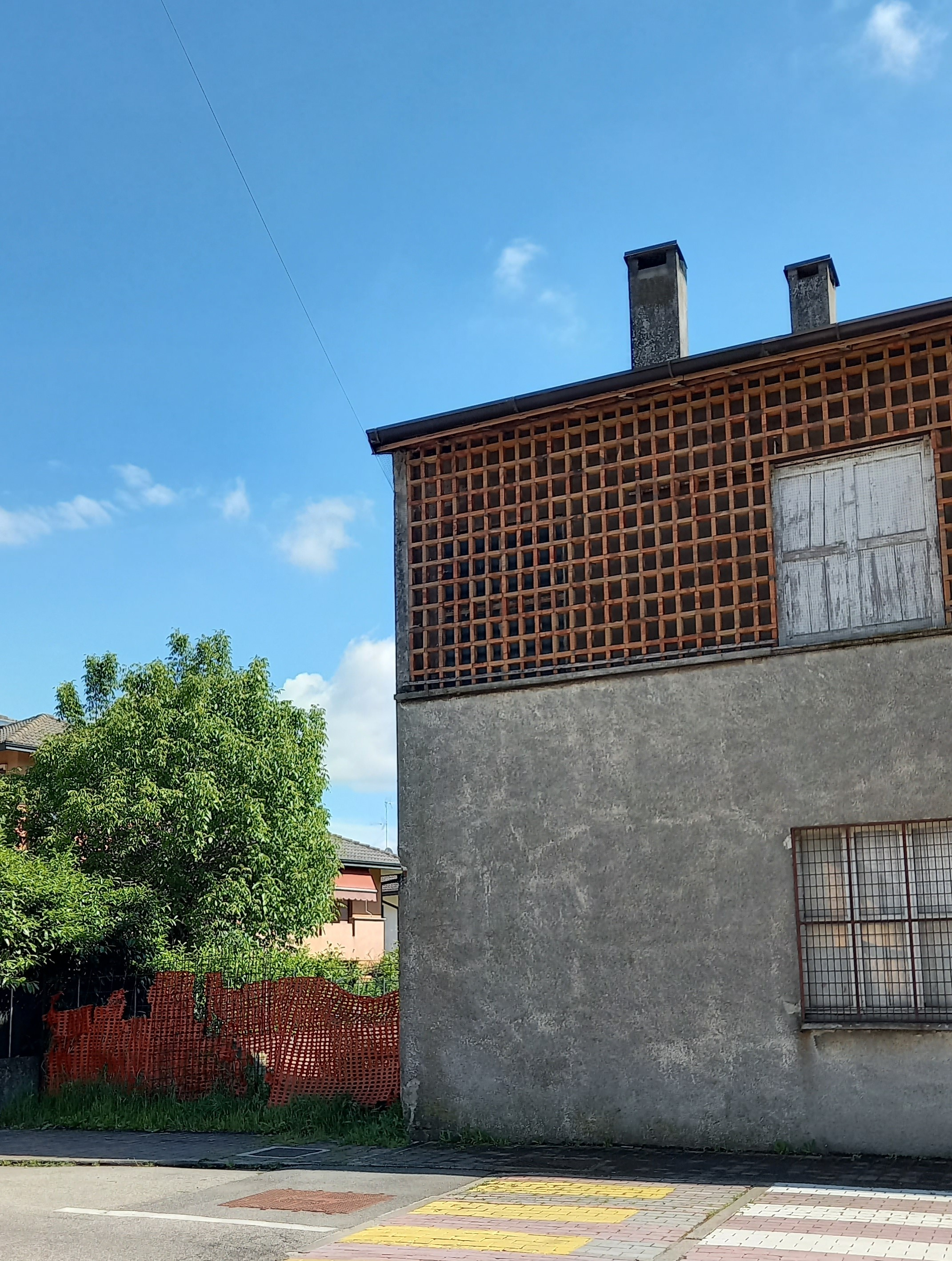
Materialità, facciata Case Coloniche

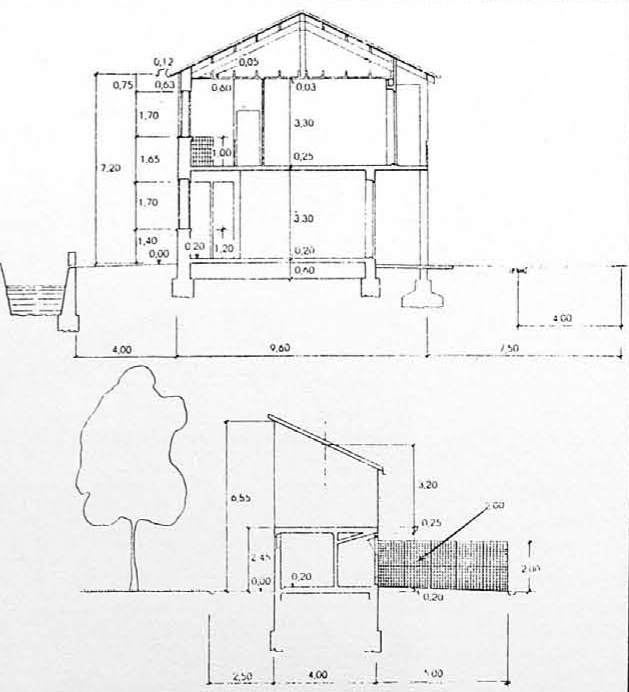
Alloggi perimetrali e rustici, sezione Case Coloniche

### Facciata
La facciata, alta 7.20 metri, è caratterizzata nella parte inferiore da un intonaco con due tipi di finestre con il davanzale:
- Finestra a ¼, di cui i ¾ superiori sono coperti da calcestruzzo, lasciando una piccola apertura inferiore per la finestra con infissi in legno.
- Finestra inferriata con infissi in legno.

Al primo piano, vi è un grigliato in laterizio, comune in molte strutture locali, sul quale si trovano finestre in legno delle stesse dimensioni di quelle della parte inferiore. Il grigliato funge da schermo, poiché dietro di esso ci sono finestre di dimensioni minori, corrispondenti alle scale.
Oggi, attorno al grigliato in laterizio ci sono reti anticaduta dato lo stato di degrado del materiale. 

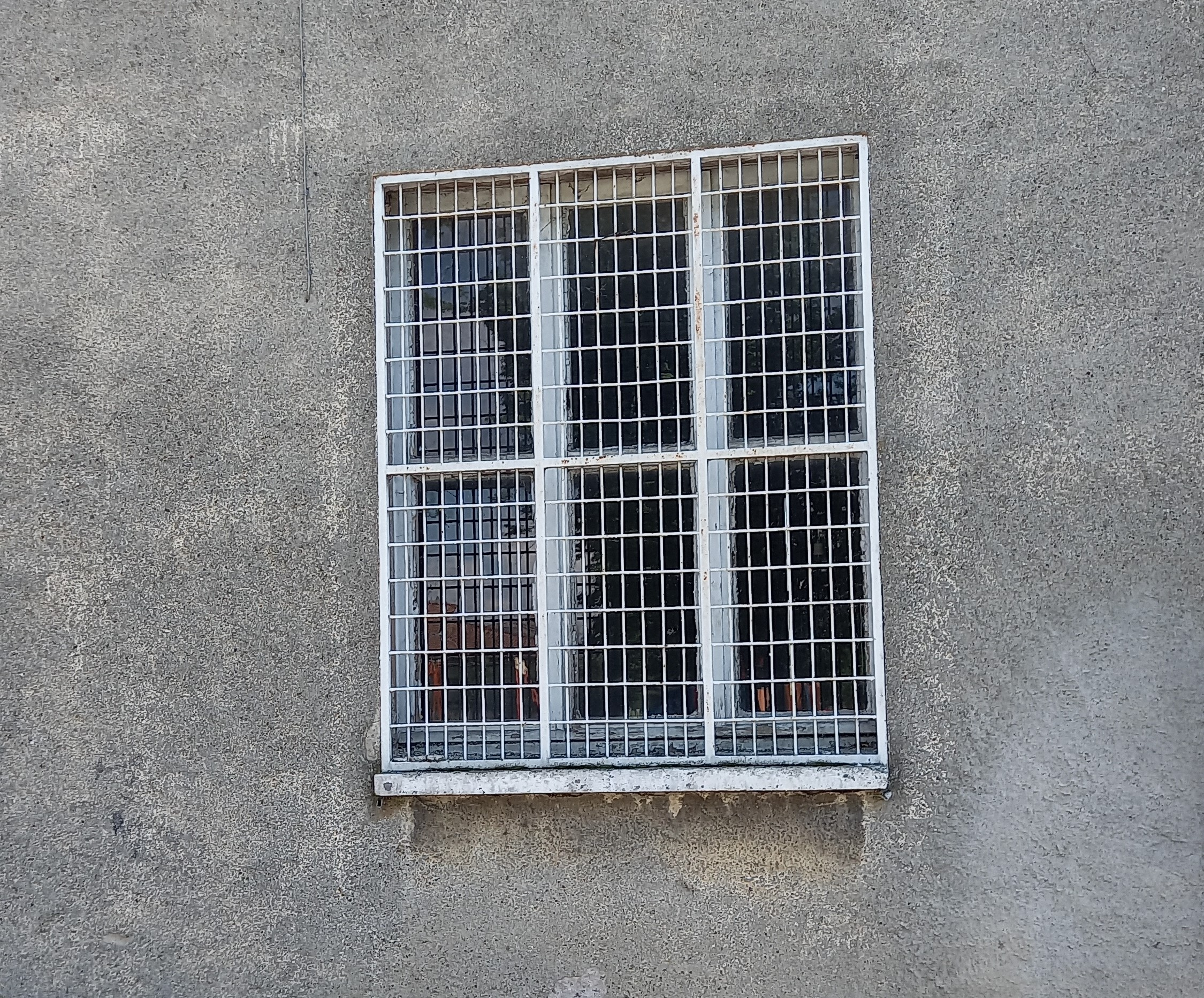
Finestra inferriata, facciata Case Coloniche
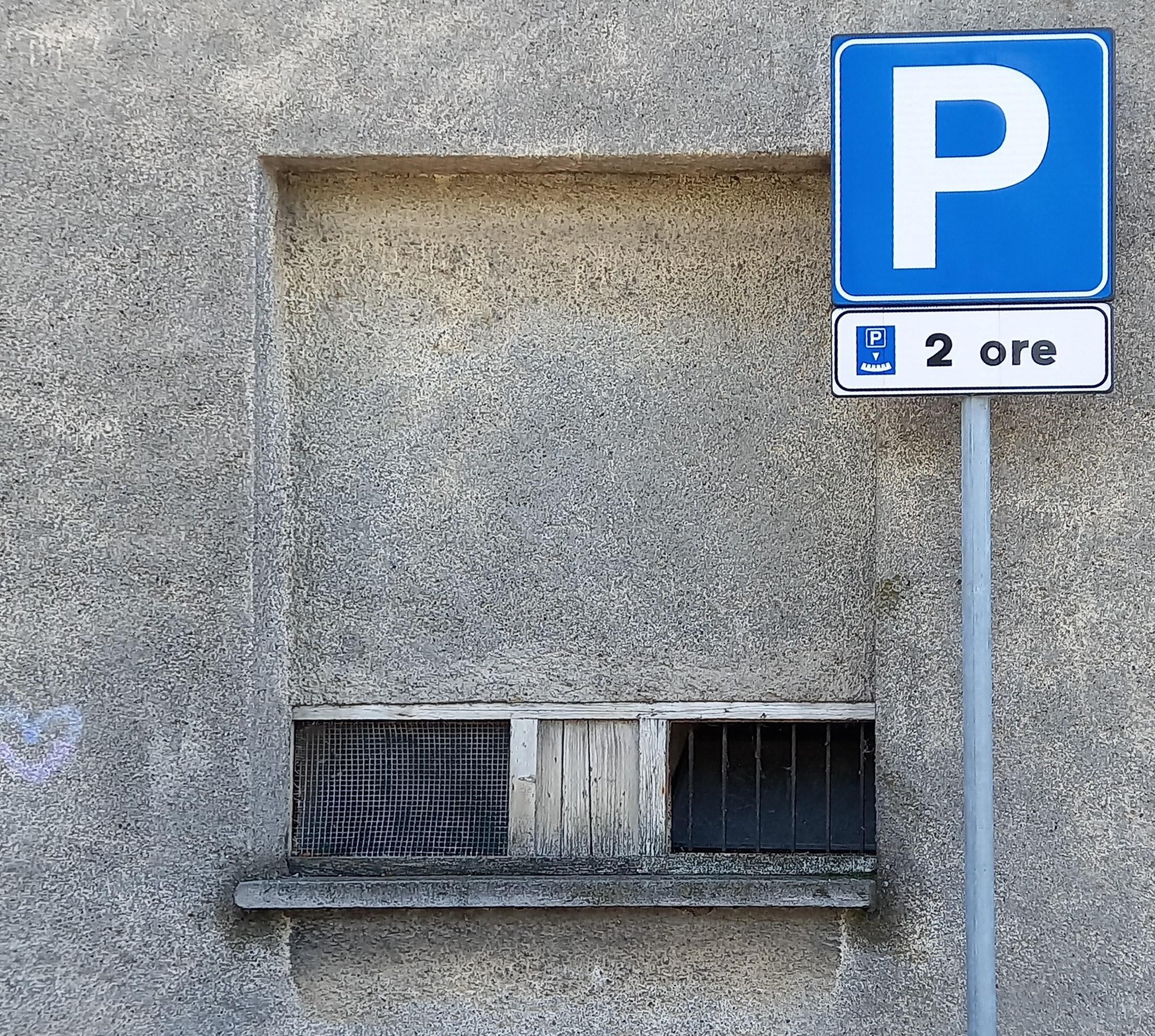
Finestra a un quarto, facciata Case Coloniche
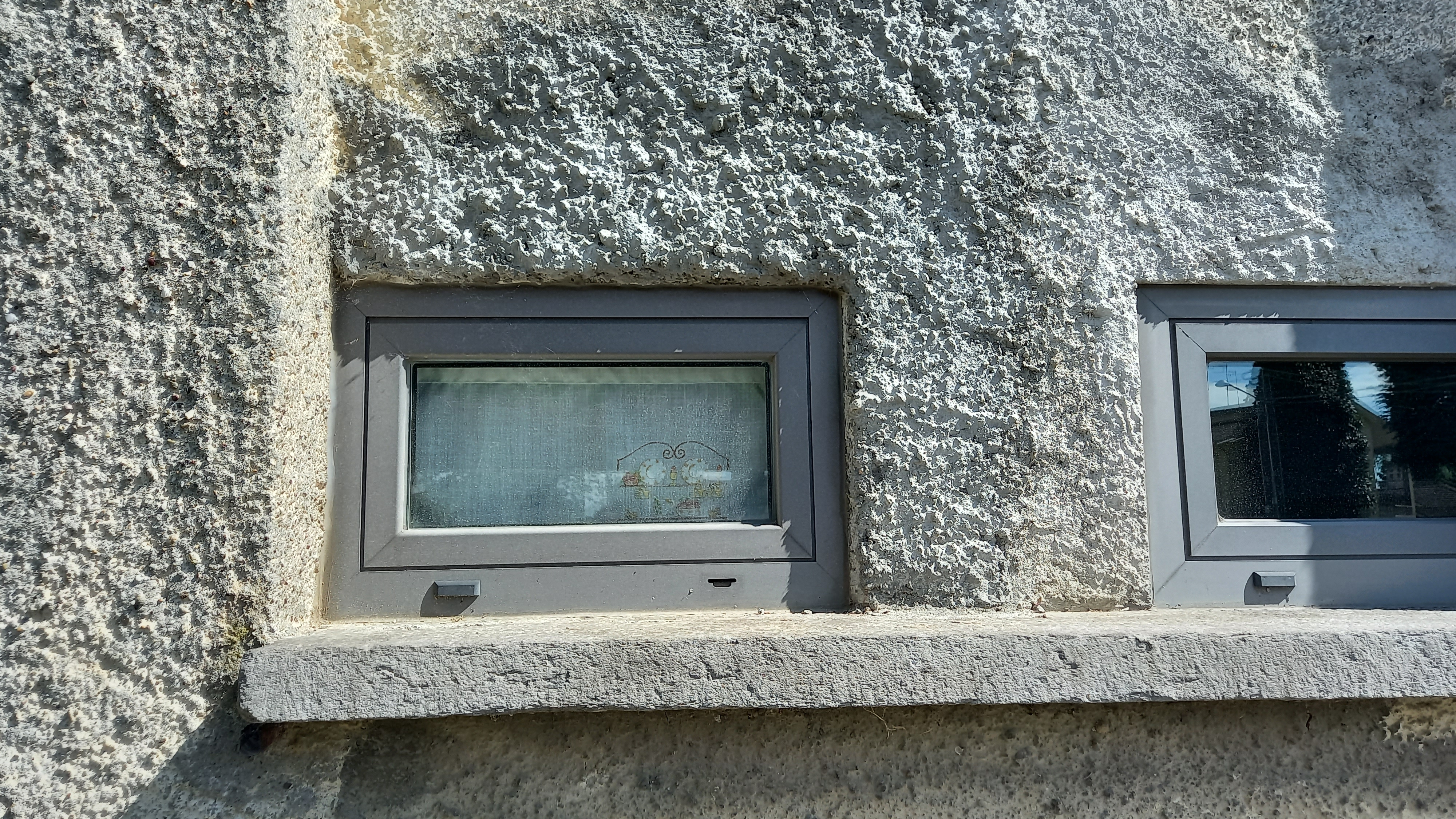
Dettaglio finestra a un quarto, facciata Case Coloniche
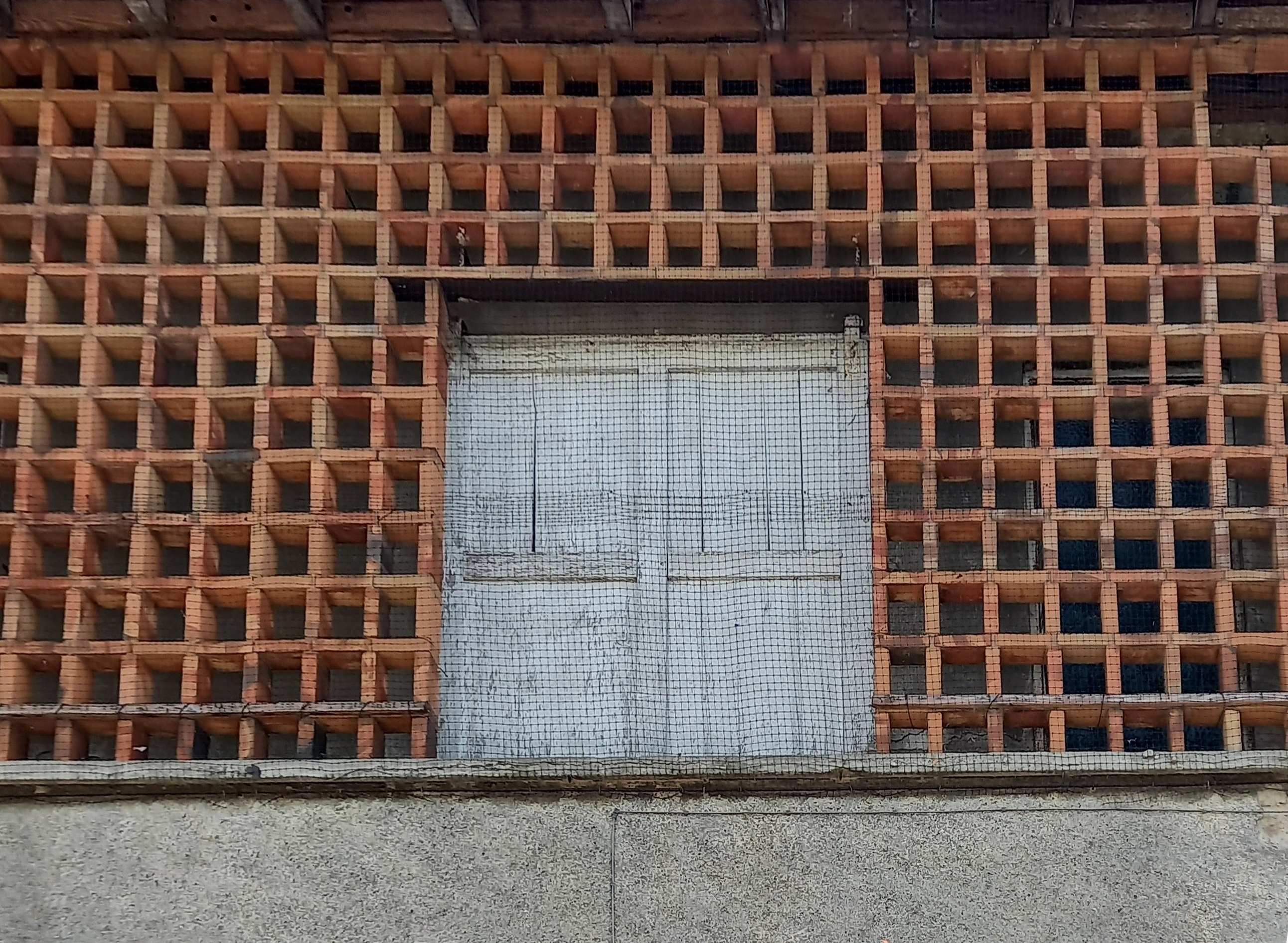
Finestra superiore, facciata Case Coloniche
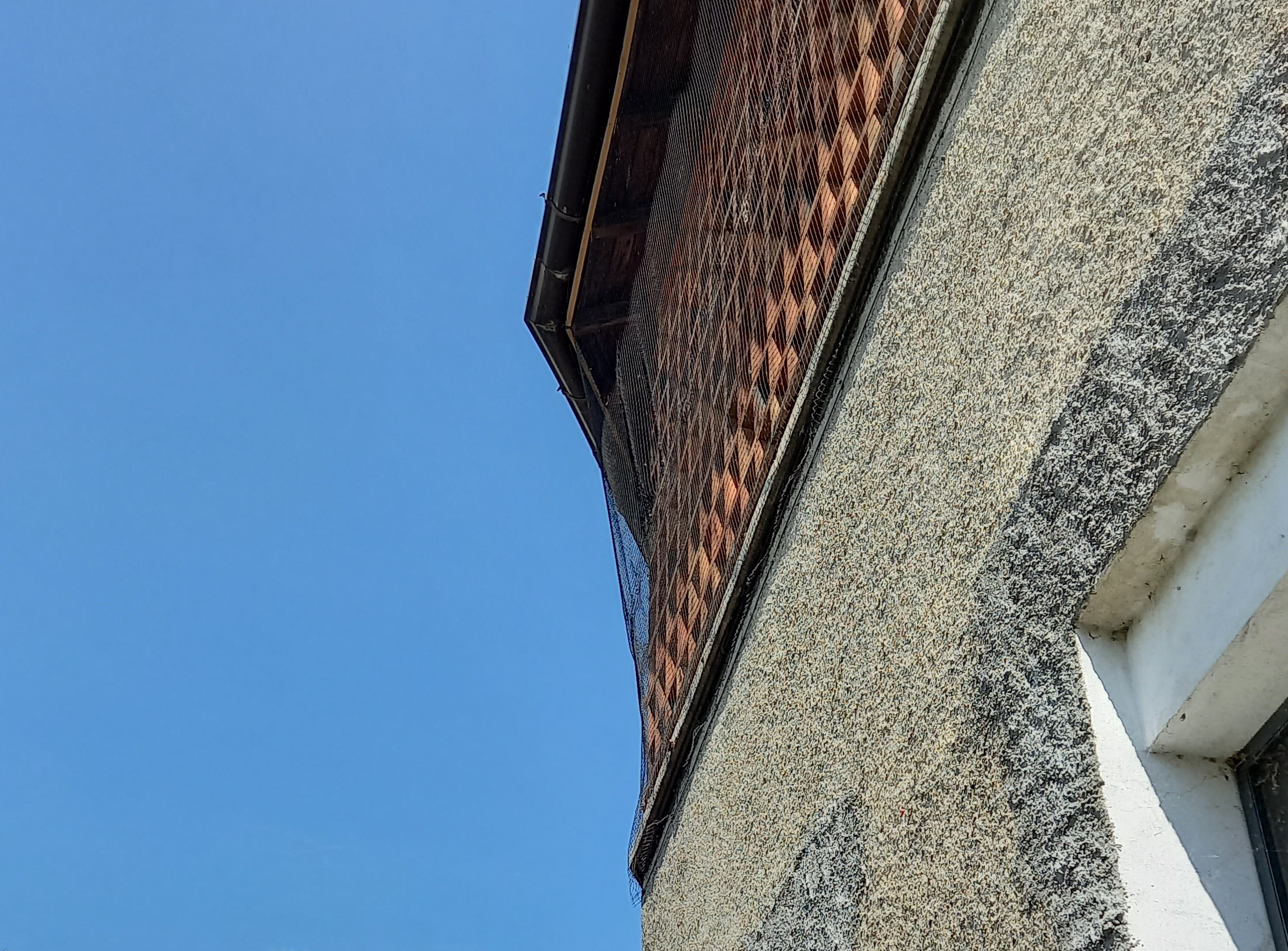
Dettaglio reti anticaduta, facciata Case Coloniche

Lungo la facciata si trovano dei negozi, da est a ovest: una cartoleria, un negozio vuoto e ai lati dell’ingresso un'agenzia immobiliare e una gelateria. 
L’ingresso è formato da un portale tripartito con 6 pilastri che sorreggono un tetto a due falde con struttura in legno e setti murari laterali con un vano ridotto nella parte superiore per ogni setto. Tra i pilastri si trova un cancello in ferro grigliato con apertura pedonale e carrabile nella parte centrale del tripartito, chiuso ai lati.

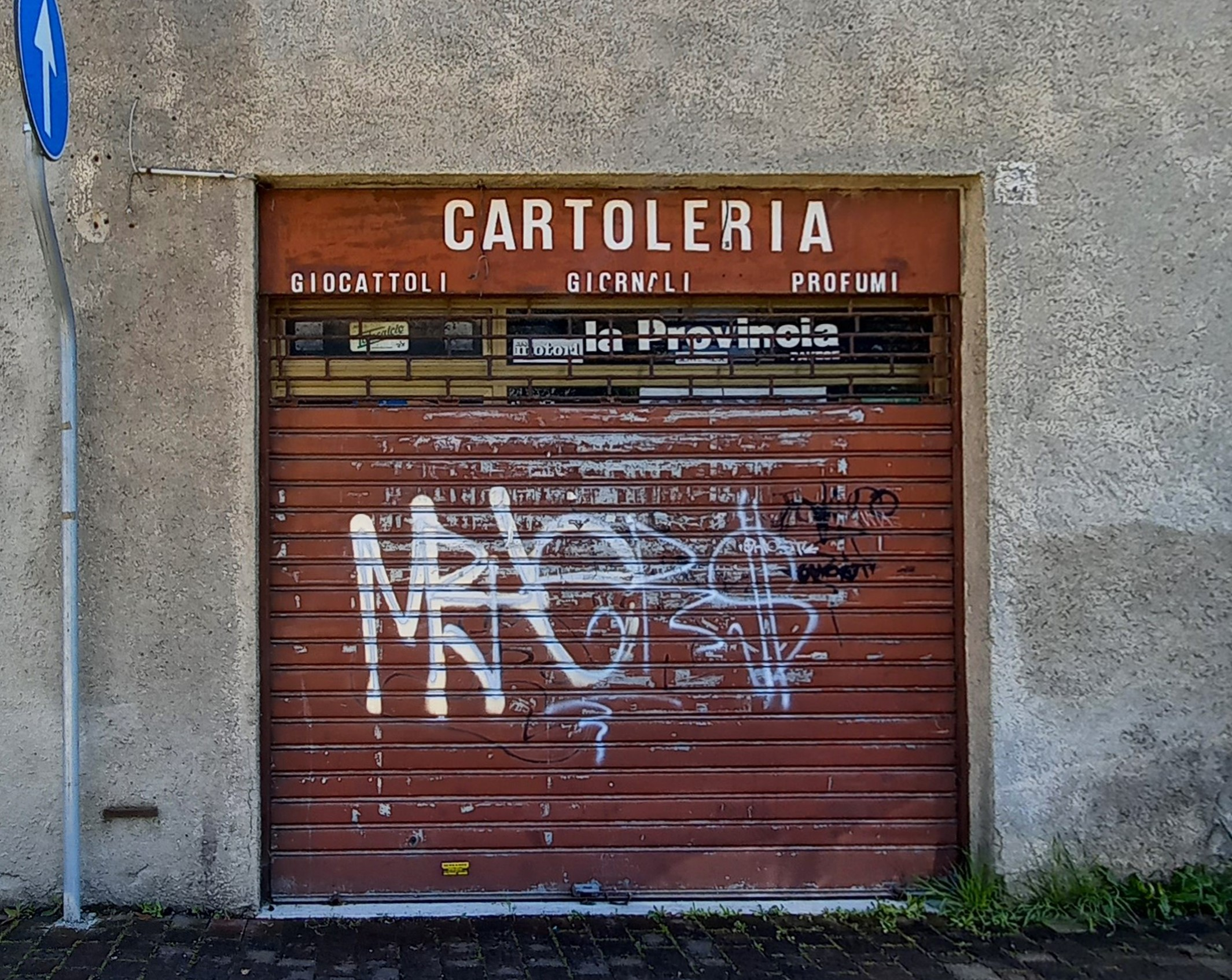
Cartoleria, facciata Case Coloniche
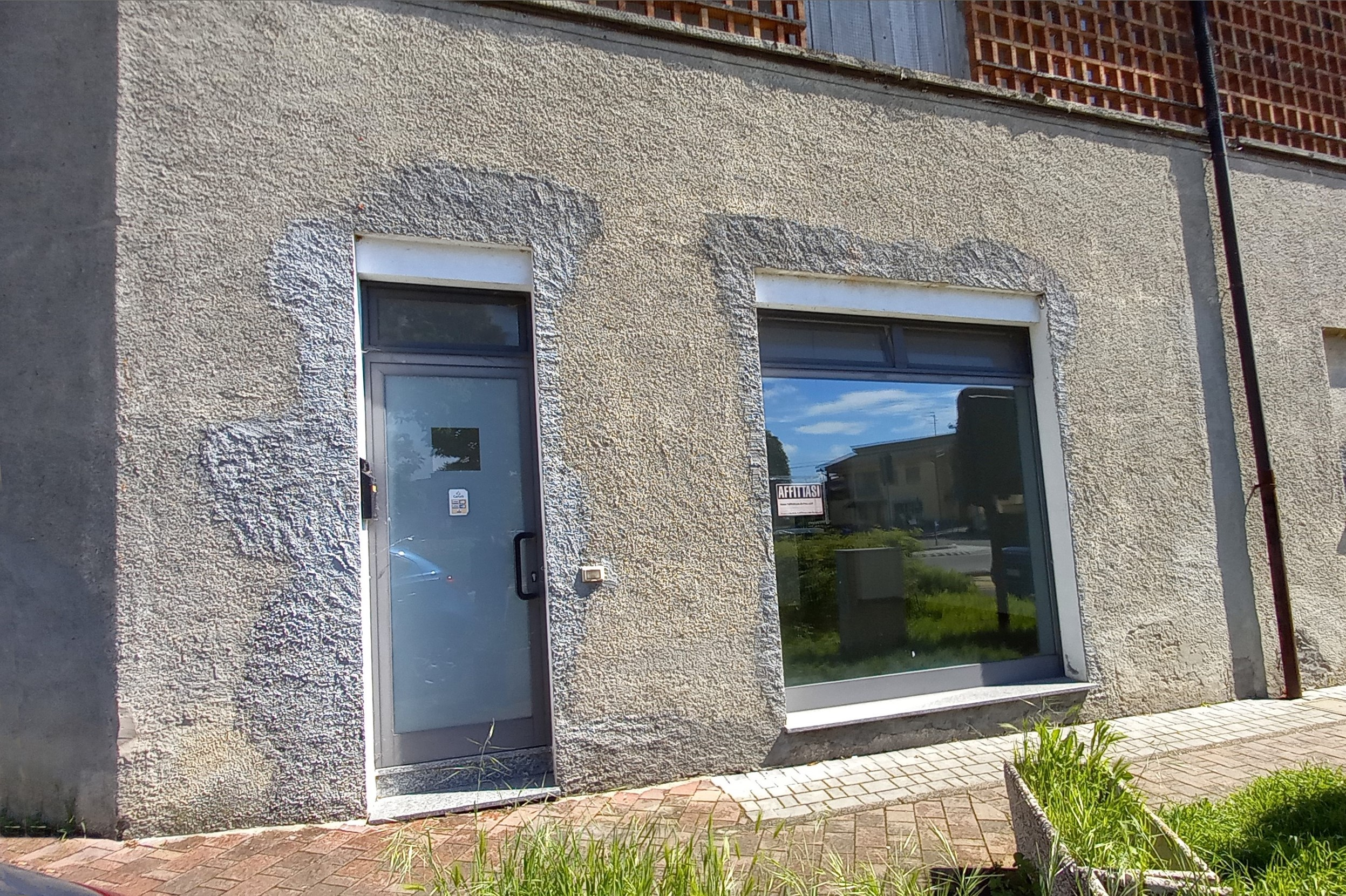
Negozio vuoto, facciata Case Coloniche
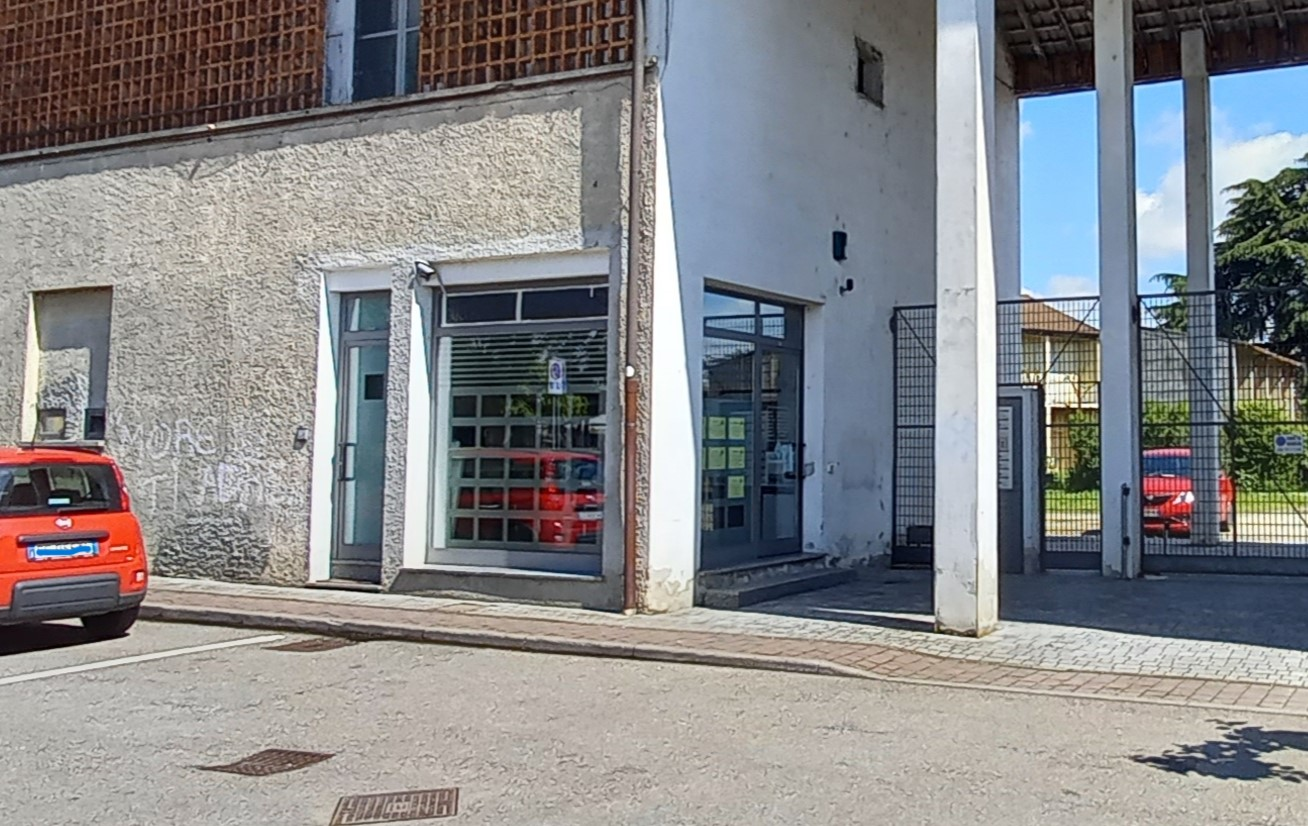
Agenzia immobiliare, facciata dell'ingresso Case Coloniche
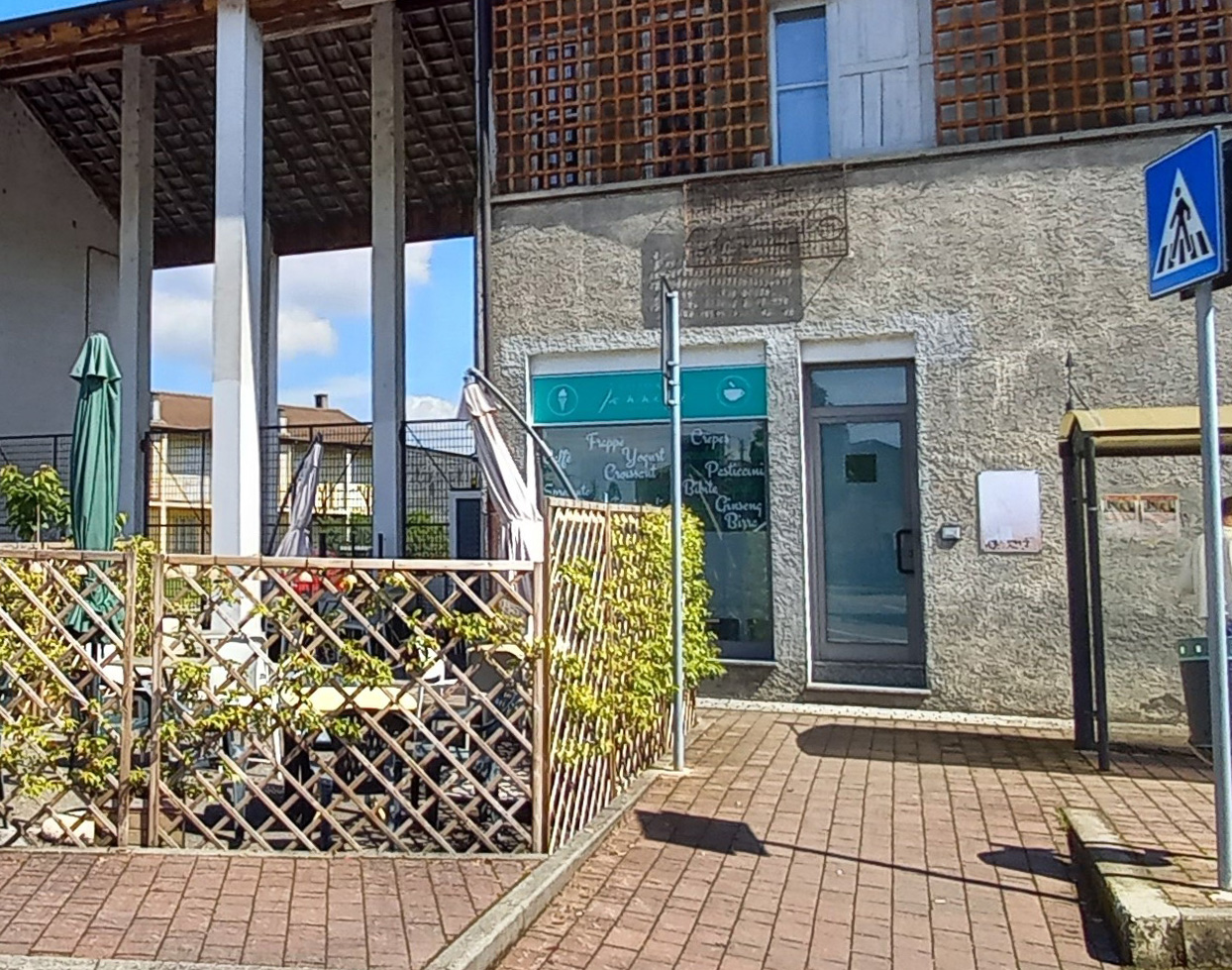
Gelateria, facciata dell'ingresso Case Coloniche
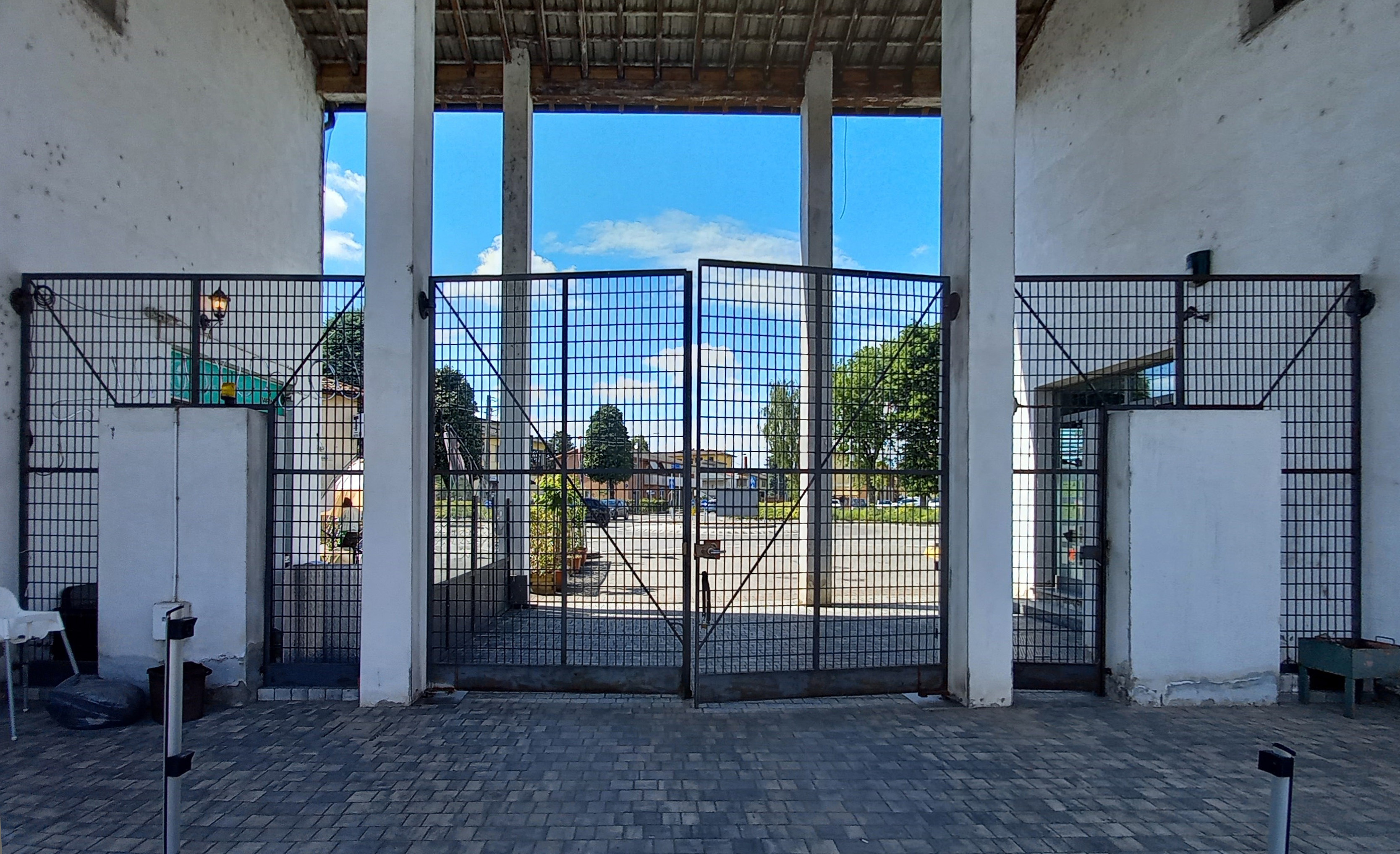
Cancello in ferro grigliato, ingresso Case Coloniche
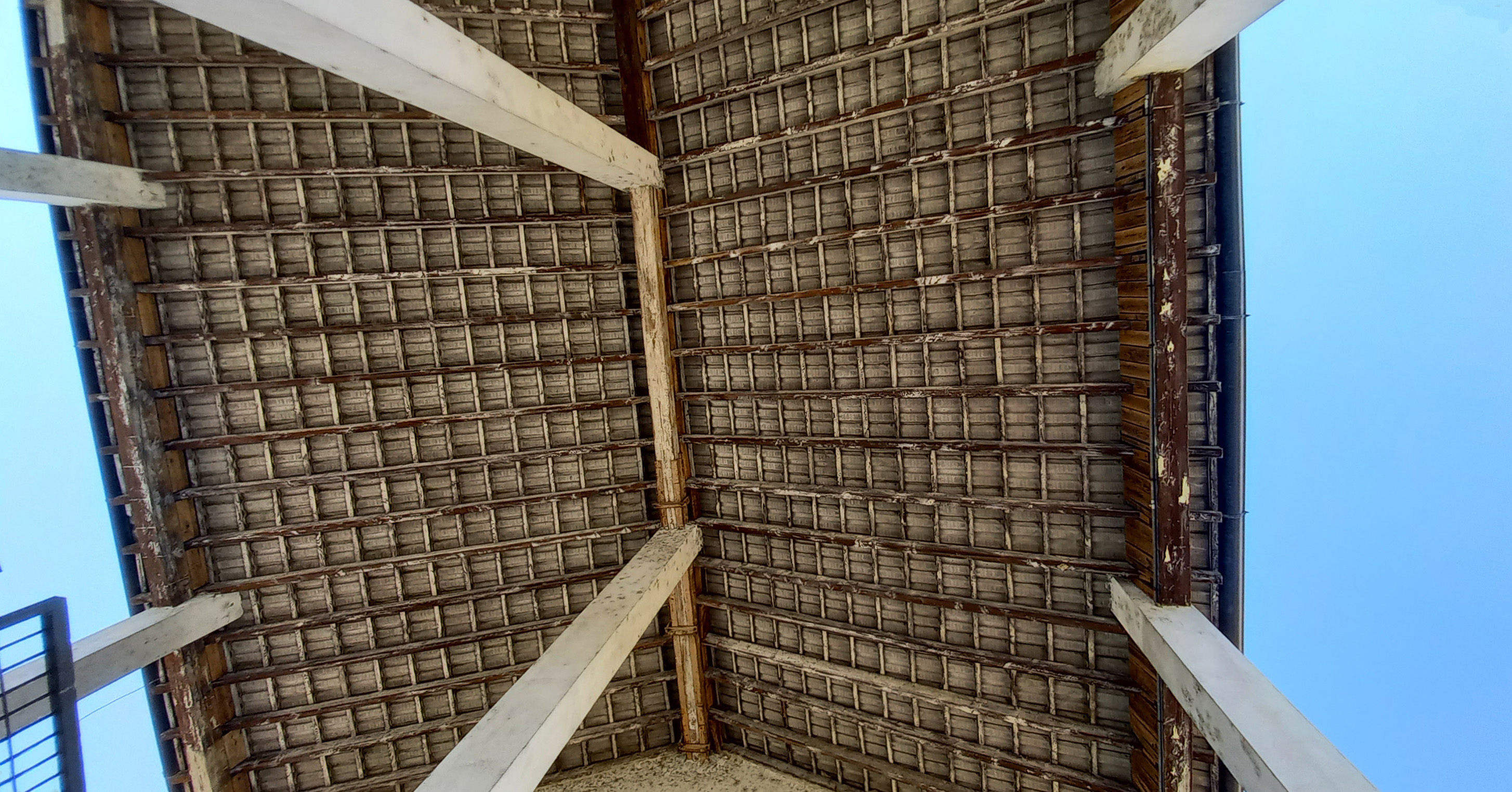
Tetto a due falde con struttura in legno, ingresso Case Coloniche
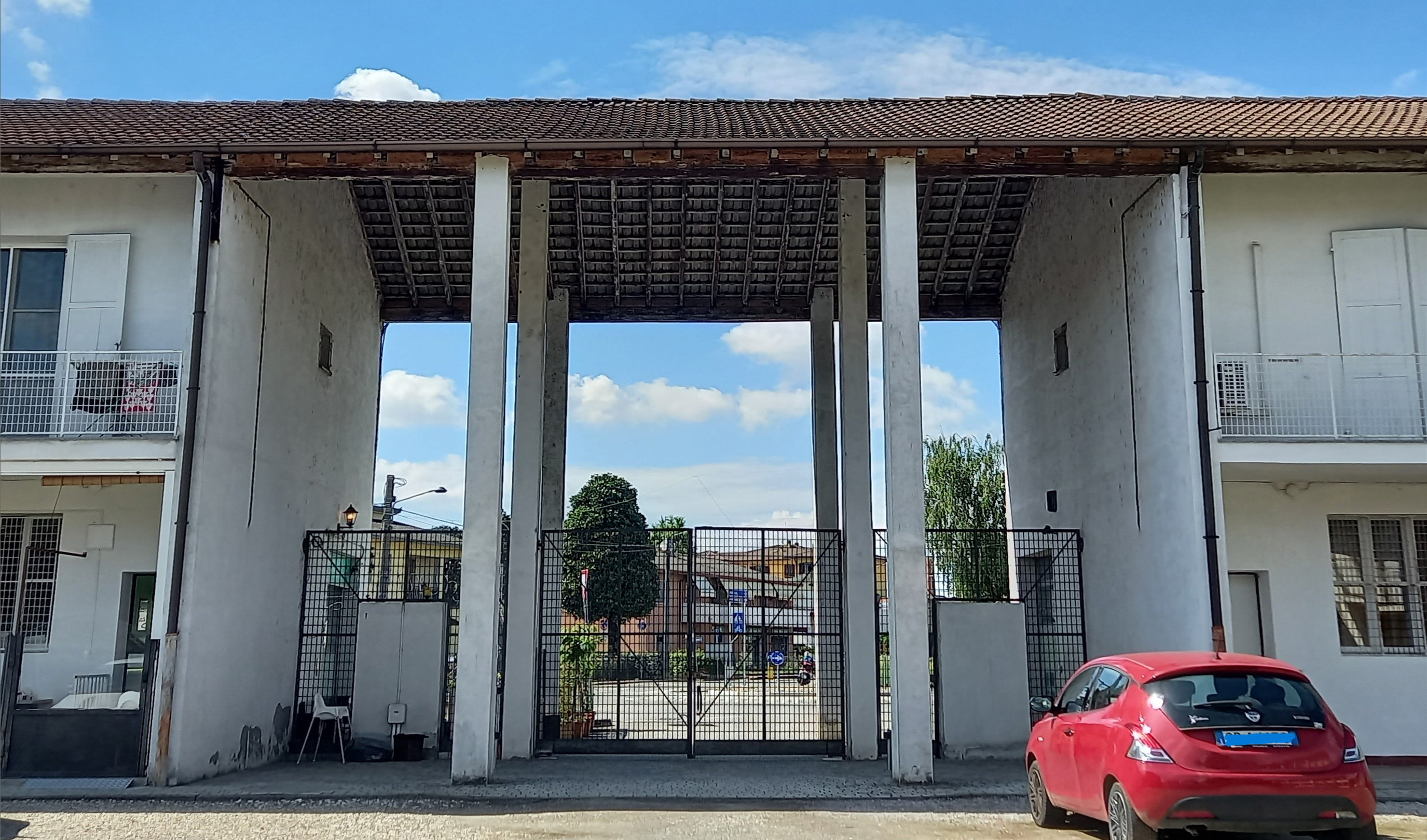
Vista interna, ingresso Case Coloniche

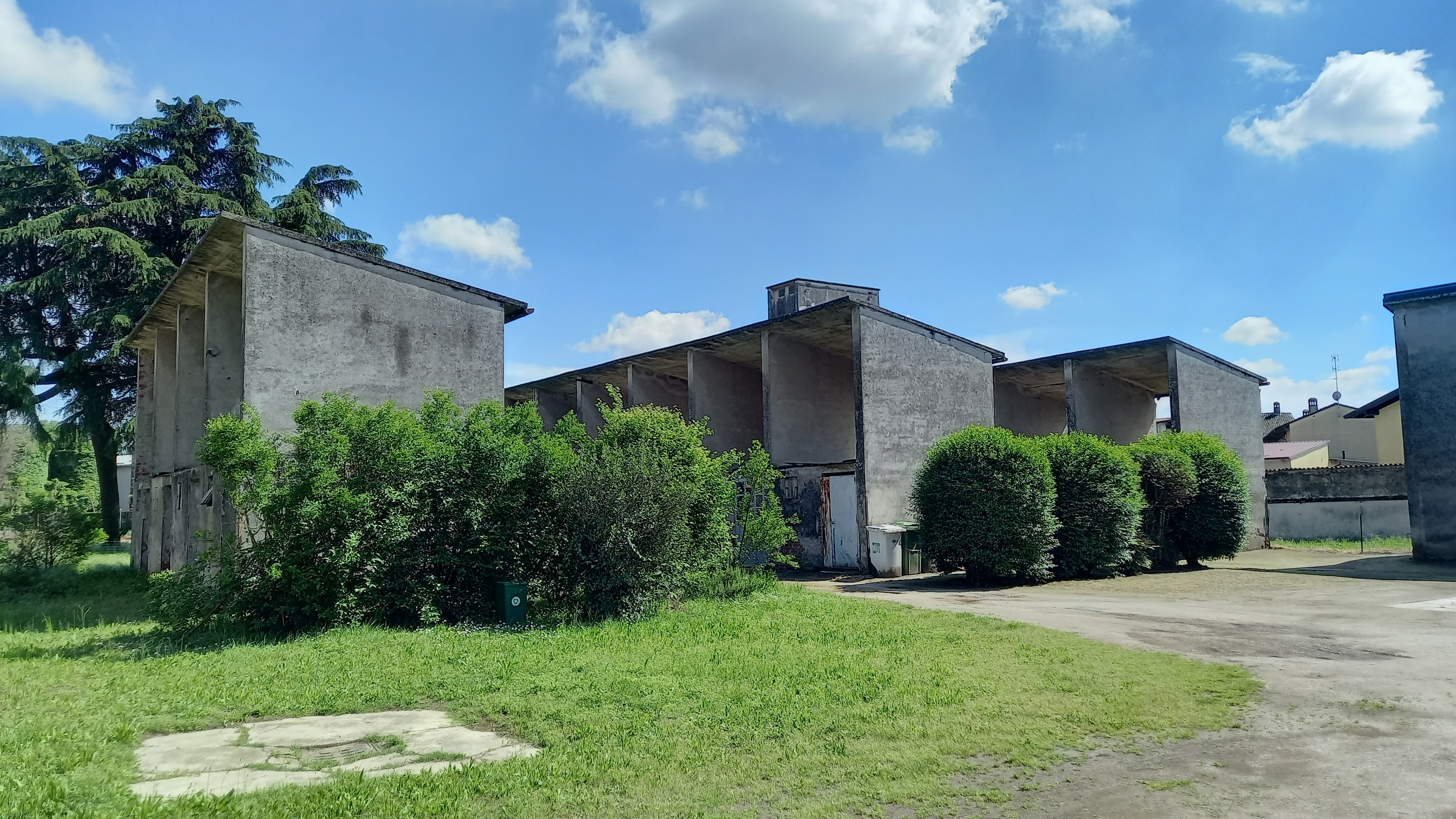
Vista Generale, rustici Case Coloniche

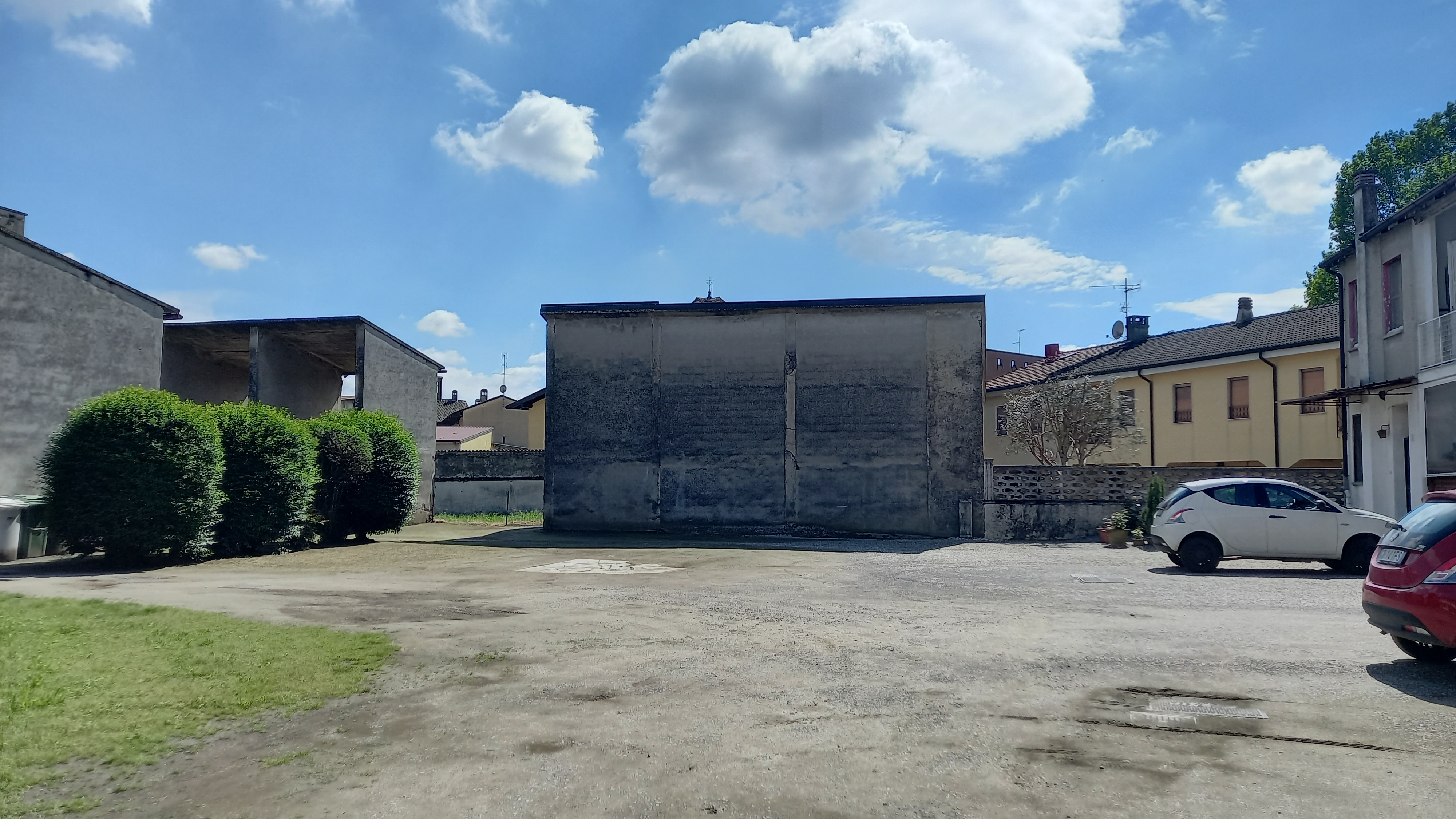
Cortile centrale, interno Case Coloniche

### Interno
I 16 alloggi realizzati sono basati su un'unità abitativa che si ripete lungo la cortina perimetrale, con soggiorno, cucina e scala interna, e due rampe al piano terra e due camere da letto, servizio e granaio al primo piano. Le stanze, alte 3.30 metri, si affacciano sul cortile centrale da balconate con ringhiere grigliate. Al piano terra sono presenti, in modo alternato, delle logge dove si affacciano delle finestre nella parte interna con accanto la porta d’ingresso di ogni unità. Le finiture prevedono un intonaco bianco nella cortina perimetrale a nord e un intonaco color crema nella cortina separata a est, infissi in legno, pavimenti esterni con piastrelle in pietra e nelle logge piastrelle in gres porcellanato rosso, e pavimenti interni in graniglia di marmo. 
I rustici del cortile centrale sono disposti in tre file parallele perpendicolari all’ingresso; ogni rustico segue lo schema tipico dei nuclei rurali, con porcile, pollaio, deposito attrezzi, legnaia e fienile sotto un'unica falda di copertura in cemento.  La struttura è in calcestruzzo, con la pianta inferiore chiusa affiancata da una zona recintata attualmente arrugginito, la pianta superiore aperta e la copertura inclinata verso l’esterno ovest.

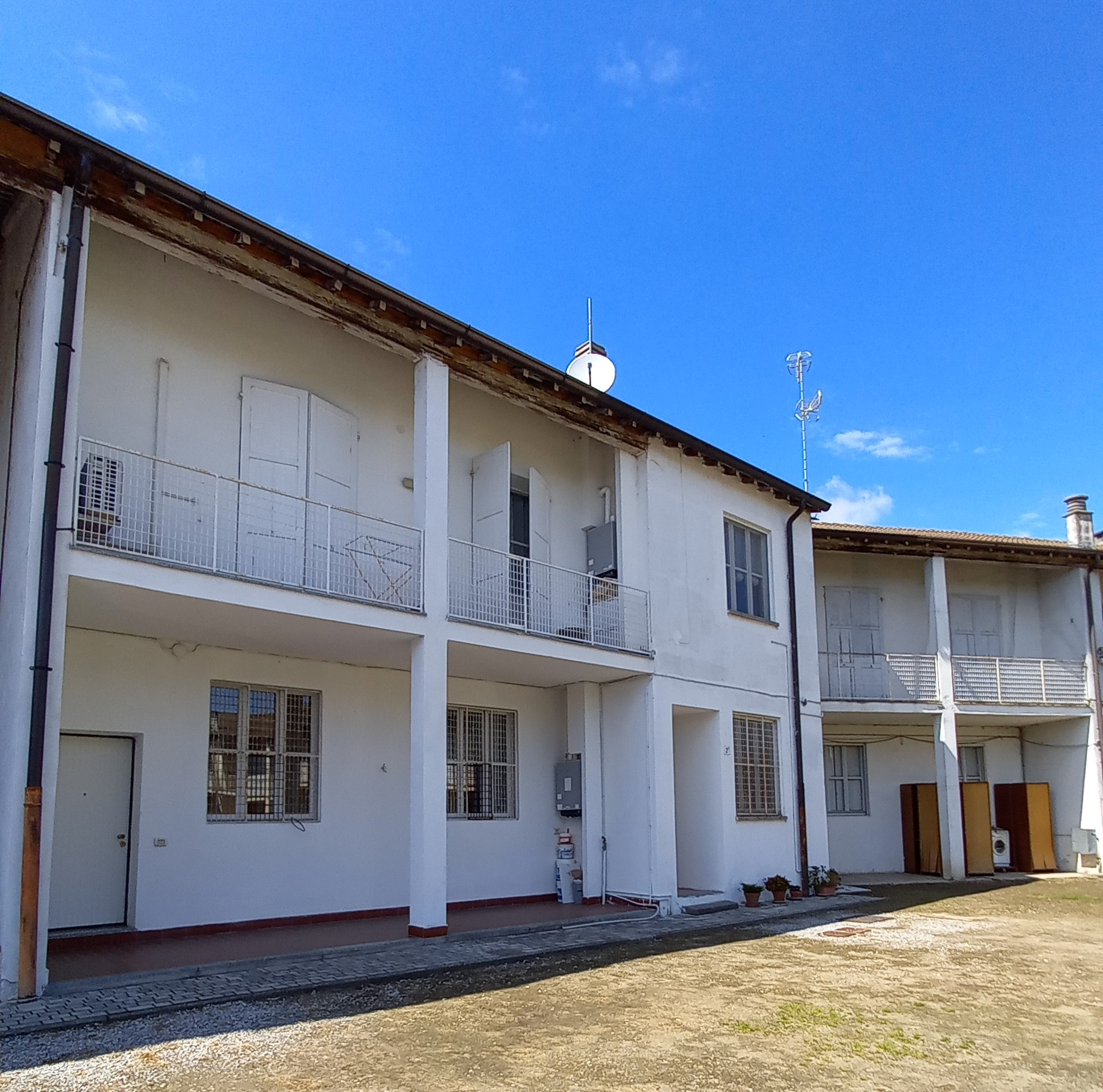
Cortina nord, interno Case Coloniche
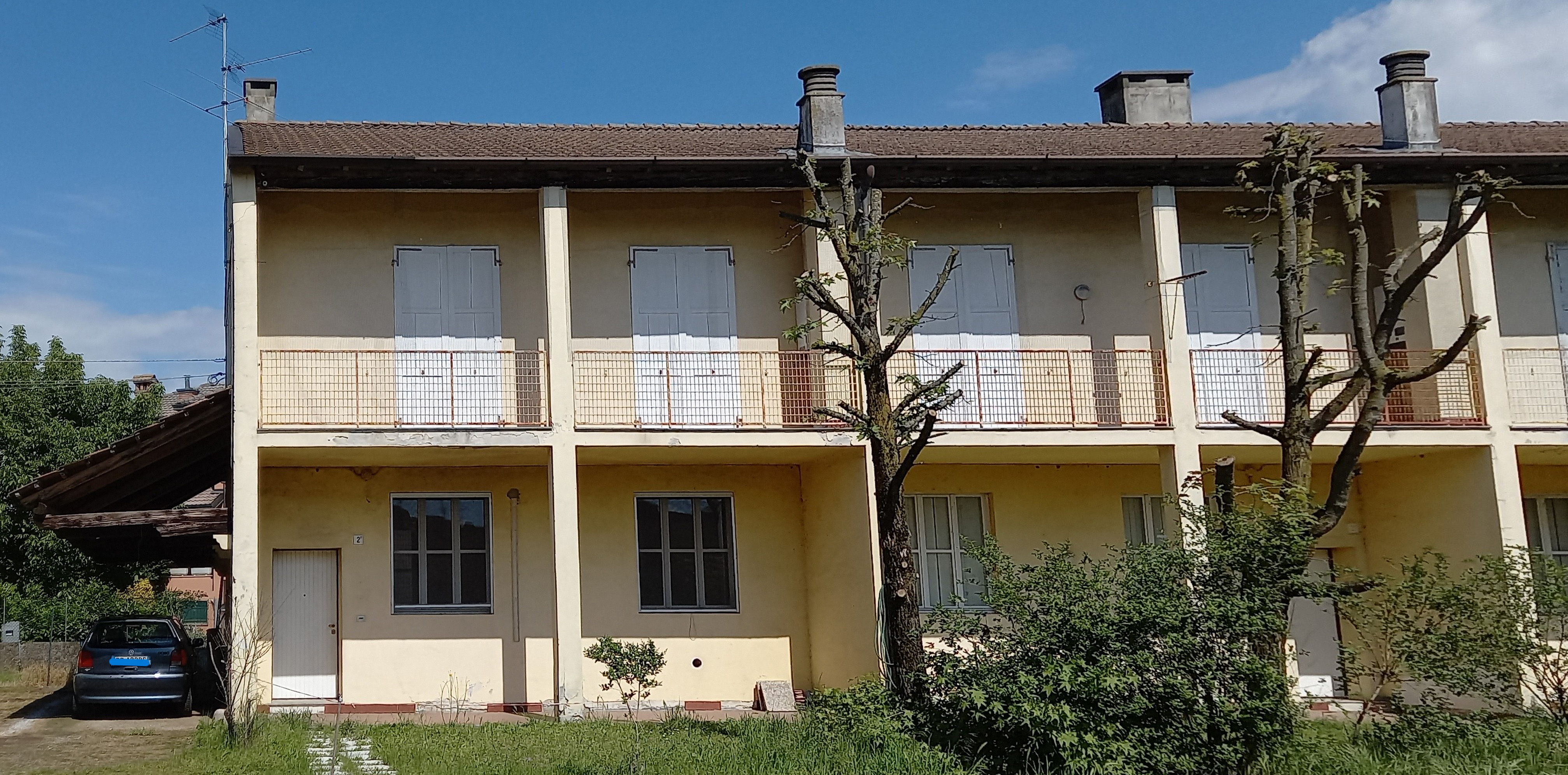
Cortina est, interno Case Coloniche
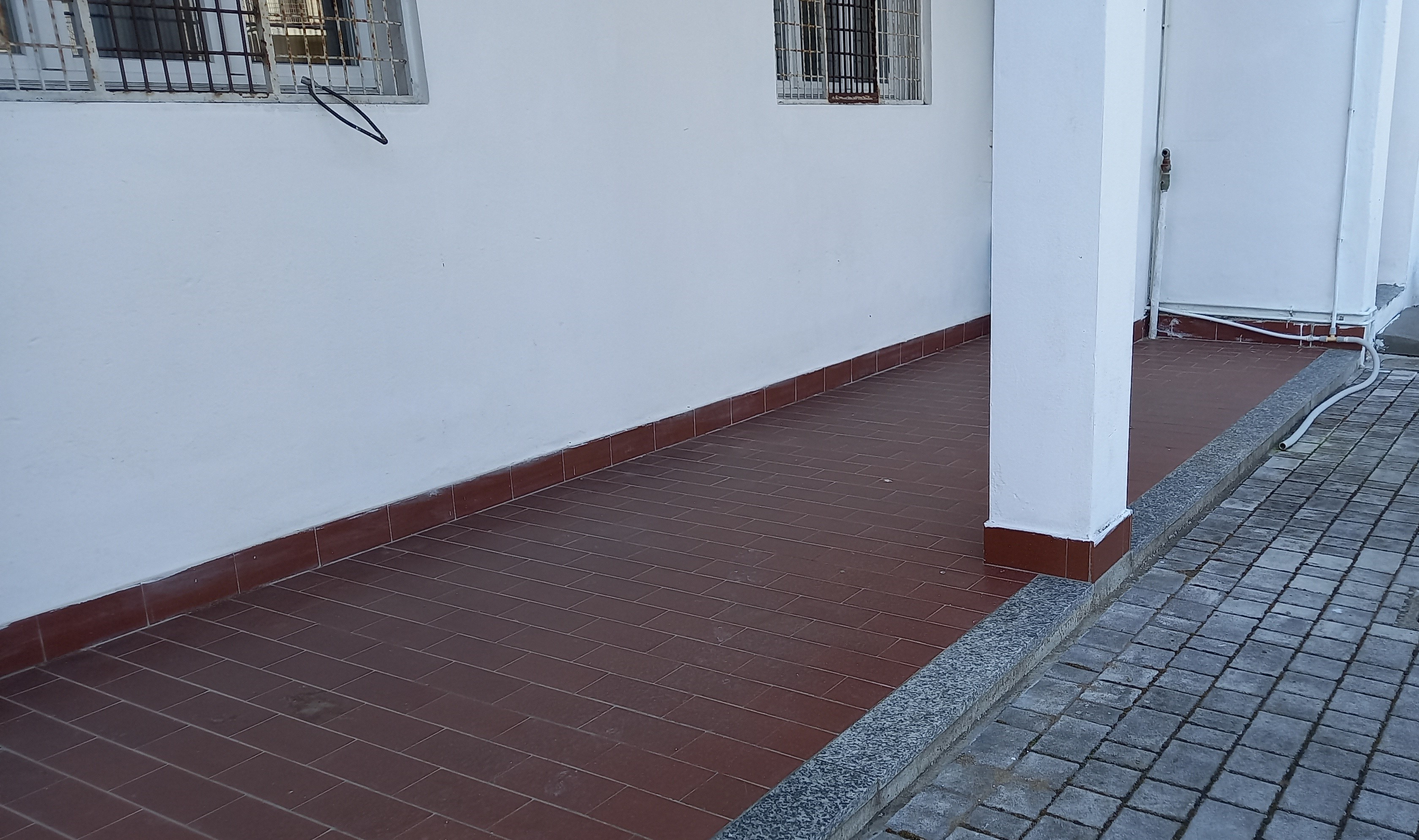
Piastrelle in gress porcellanato rosso, interno Case Coloniche
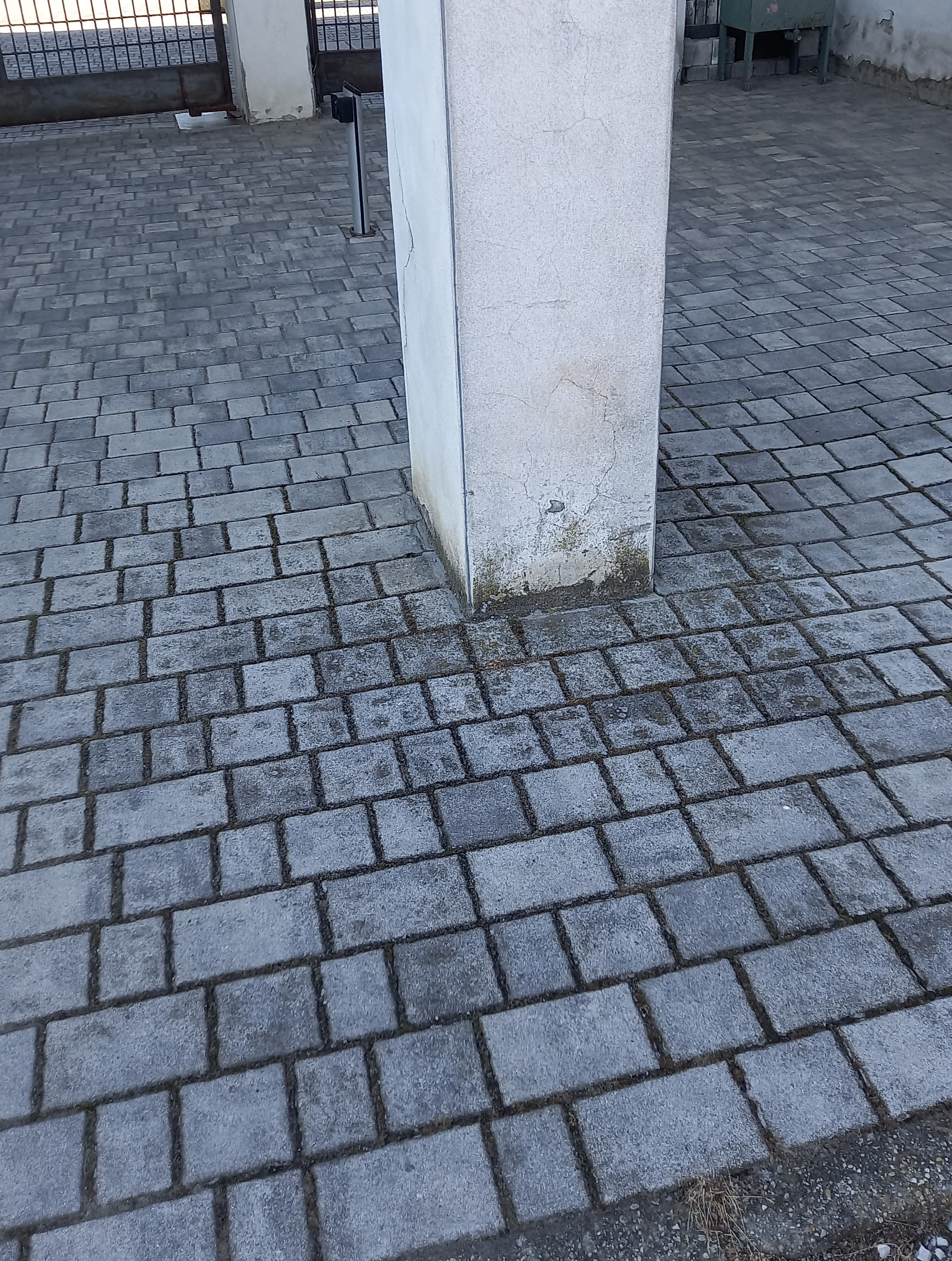
Piastrelle in Pietra, ingresso Case Coloniche
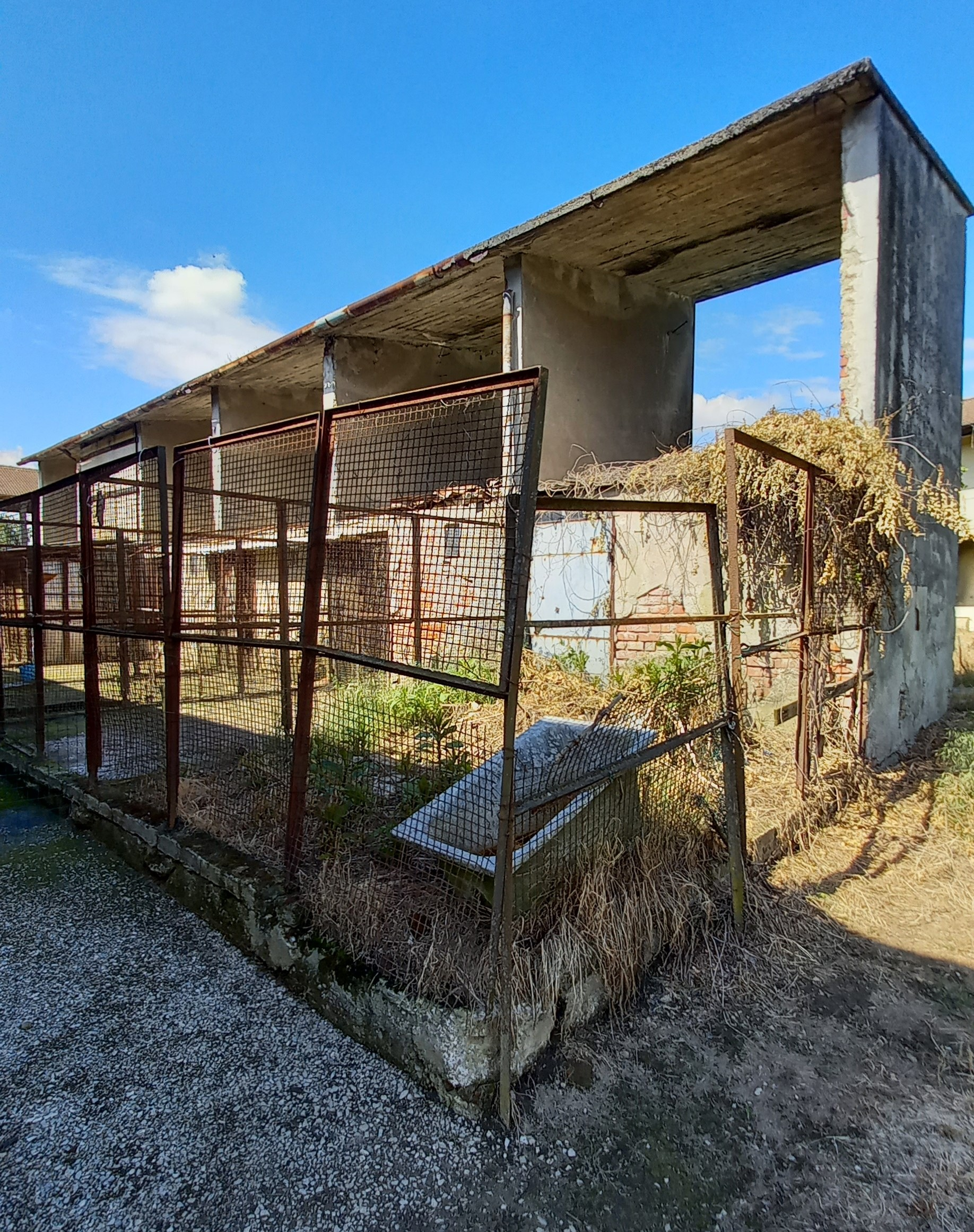
Recinto grigliato arrugginito, rustici Case Coloniche
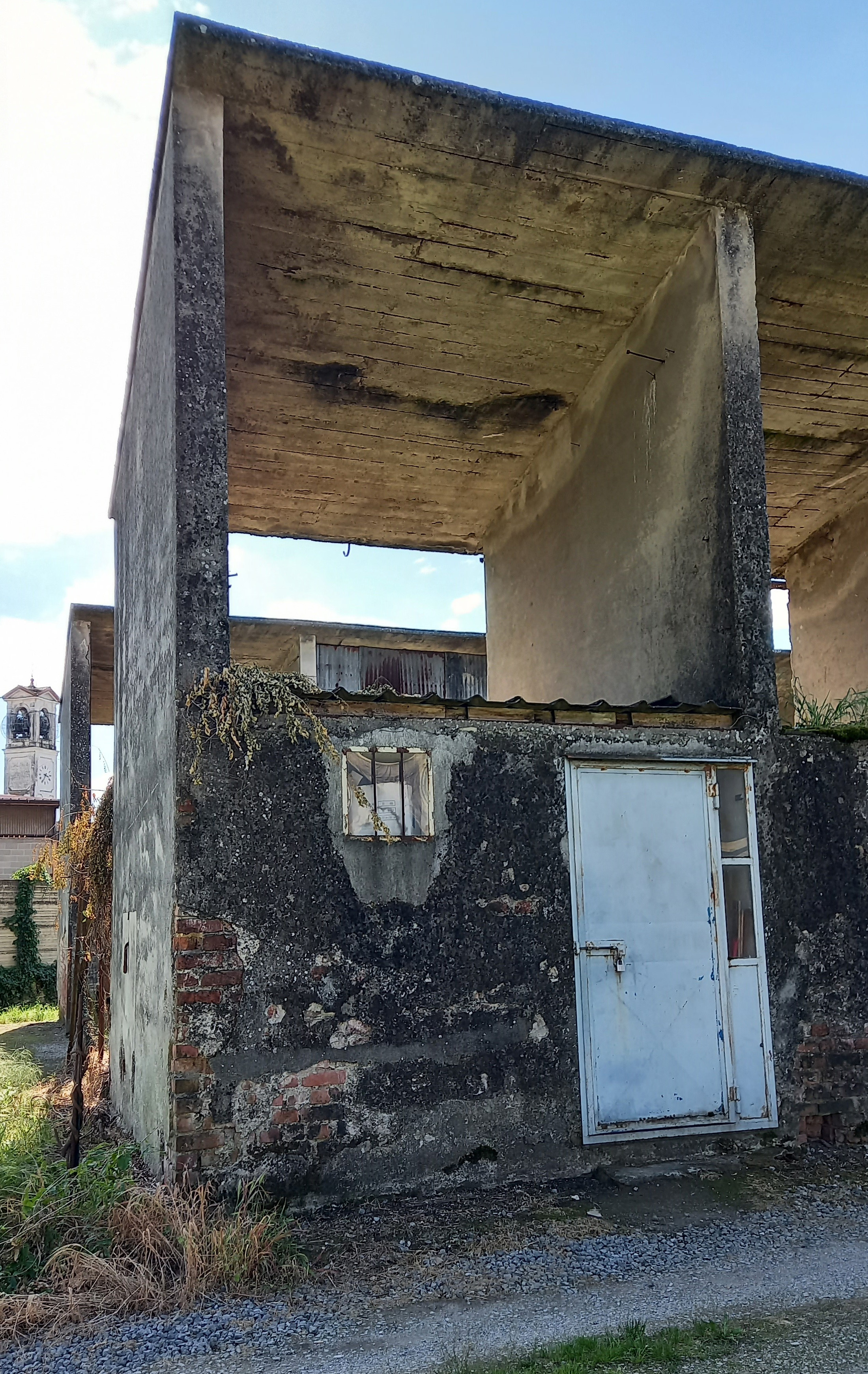
Struttura in calcestruzzo, rustici Case Coloniche

### Fonti archivistiche
- Archivio Asnago-Vender, AV84, Case coloniche Tenuta Castello Torrevecchia Pia (Pavia), 1937
- Archivio Settore Edilizia Privata del Comune di Torrevecchia Pia.

### Fonti bibliografiche
- C. Zucchi, F. Cadeo e M. Lattuada, Asnago e Vender, Milano, Skira, 1998.
- Pagano G., Le case coloniche nella pianura lombarda, Costruzioni Casabella, 1940.
- Airoldi R., Asnago & Vender Arquitectes. Un estil atemporal, Quaderns d'Arquitectura i Urbanisme, 1982.